# Margareta Ekström
Margareta Ekström (ur. 23 kwietnia 1930 w Sztokholmie, zm. 12 grudnia 2021 tamże) – szwedzka pisarka, tłumaczka, krytyk literacki.

## Powieści
- Det hemliga slottet
- Lill-Nisse i Filurien
- Frukostdags
- Flickorna
- Beringon
- Pendeln
- Ord till Johanna
- Inte an-men snart
- Nar de red omkring
- Ord i det fria
- Skarmar
- Mat for minnet
- Olga om Olga
- Fodelseboken